# Treuddslocke
Treuddslocke (Lacinius ephippiatus) är en spindeldjursart. Treuddslocke ingår i släktet Lacinius, och familjen långbenslockar. Arten är reproducerande i Sverige.